# 乔瓦尼·西罗维奇
乔瓦尼·西罗维奇（義大利語：Giovanni Sirovich，1971年9月8日—），意大利前男子击剑运动员。他曾代表意大利参加1992年夏季奥林匹克运动会击剑比赛，结果获得男子团体佩剑的第八名。